# Cercospora meliae
Cercospora meliae är en svampart som beskrevs av Ellis & Everh. 1887. Cercospora meliae ingår i släktet Cercospora och familjen Mycosphaerellaceae.   Inga underarter finns listade i Catalogue of Life.